# Diväteoxidbluffen

Vatten har en molekyl bestående av två väteatomer och en syreatom – därav det alternativa namnet diväteoxid.

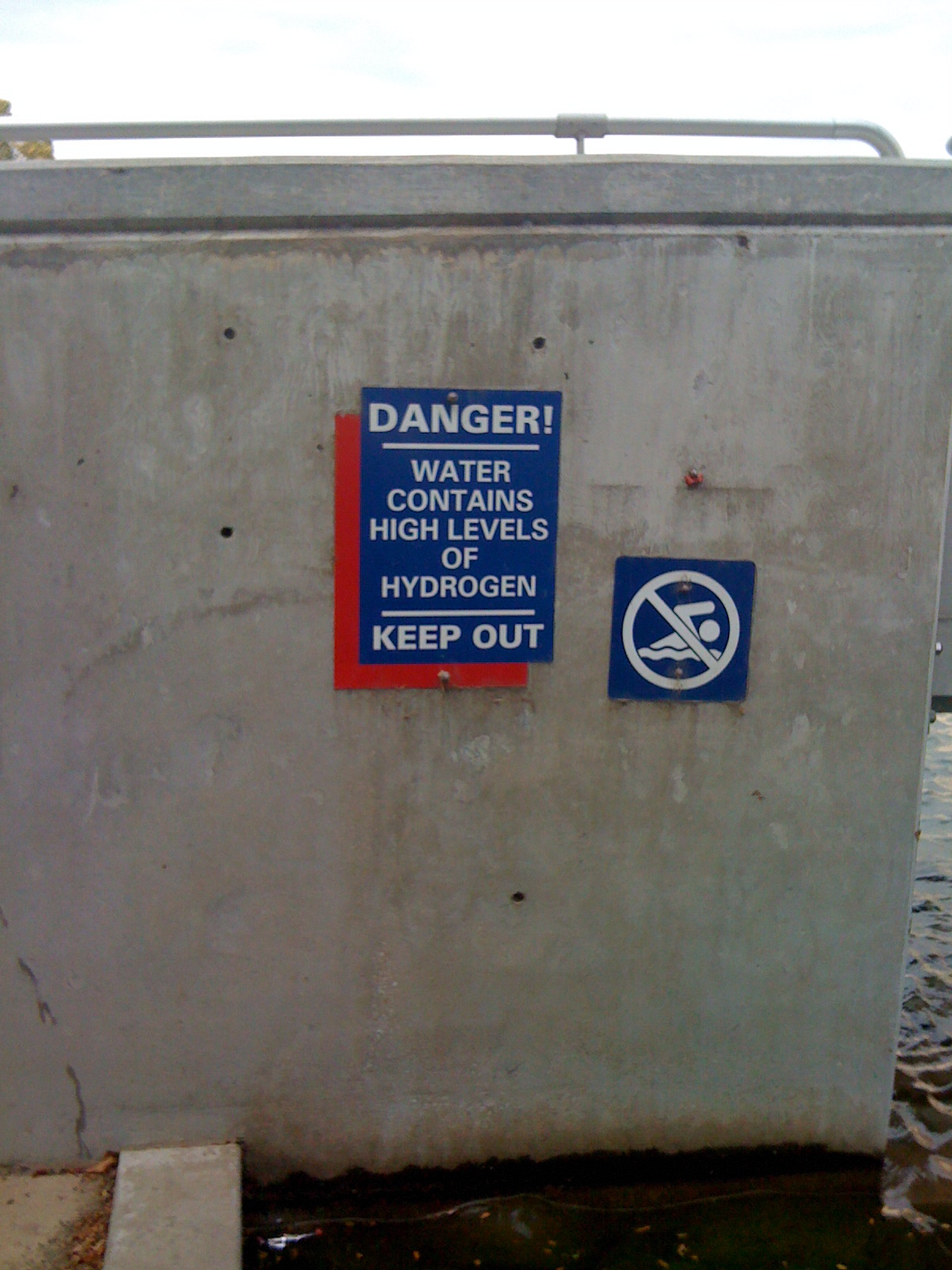
Ironisk varning om höga halter av "väte", i Louisville i Kentucky.

Diväteoxidbluffen syftar på varningar om det kemiska ämnet diväteoxid (DHMO, efter engelskans dihydrogen monoxide), ett annat namn för vatten. Där nämner man vattens egenskaper på oroväckande vis, till exempel dess förmåga att påskynda korrosion eller orsaka kvävning. Man kan kräva att det ska förbjudas, i syfte att upplysa eller bara spela ett spratt. 
DHMO-bluffen har bland annat använts som ett aprilskämt. Det relativt stora gensvaret på dylika bluffkampanjer visar hur vetenskaplig kunskapsbrist och överdrift kan leda till obefogad rädsla.
Fenomenet fick förnyad popularitet i slutet av 1990-talet när en 14-årig student, Nathan Zohner, gjorde en anti-DHMO-namninsamling för ett forskningsprojekt om naivitet. Historien har sedan dess använts i naturvetenskapsundervisning för att uppmuntra till kritiskt tänkande och användning av vetenskapsmetoden.

## Historia
I aprilskämtsupplagan av den amerikanska veckotidningen Durand Express rapporterades det år 1983 att diväteoxid förekom i stadens vattenledningar, och man varnade för dess dödlighet vid inandning och blåsbildningsförmåga som ånga. Den första tillfället då skämtet dragits på internet tillskrevs av Pittsburgh Post-Gazette den så kallade "Koalitionen för ett Förbud mot diväteoxid", en parodiorganisation vid UC Santa Cruz som 1990 fortsatte att sprida flygblad på campus och i nyhetsgruppsdiskussioner.
Denna nya version skapades av Eric Lechner, Lars Norpchen, och Matthew Kaufman – huskamrater när de studerade på University of California, Santa Cruz åren 1989–1990 – och uppdaterades av Craig Jackson 1994. Den fick stor uppmärksamhet 1997 när Nathan Zohner, en 14-årig student, samlade framställningar om att förbjuda "DHMO" som grund för sitt projekt med titeln "Hur lättlurade är vi?"
Jacksons originalsajt inkluderade följande varning:

Divätemonoxid 
- också känt som hydroxylsyra, utgör den större delen av surt regn.
- bidrar till växthuseffekten
- kan orsaka svåra brännskador
- bidrar till erosion i naturen
- accelererar korrosion och rost i många metaller
- kan orsaka elfel och minska bilbromsars effekt.
- förekommer i tumörer hos terminalcancerpatienter.

Trots faran används dihydrogenmonoxid ofta
- som ett lösningsmedel och kylmedel i industrin.
- i kärnkraftverk.
- vid frigolitproduktion.
- som brandskyddsmedel
- i diverse djurförsök.
- i bekämpningsmedel, som fortsätter förorenas av kemikalien trots tvätt.
- som tillsats i viss skräpmat och andra livsmedelsprodukter.

Ett fejkat säkerhetsdatablad – en lista med information om möjligen farliga material som används i forskning och industrin – har också skapats för H2O.